# Andries Noppert
Andries Noppert (Heerenveen, 7. travnja 1994) nizozemski je nogometni vratar koji trenutačno igra za SC Heerenveen i nizozemsku reprezentaciju.

## Klupska karijera
Počeo je igrati u omladinskoj školi SC Jourea. Godine 2005. prešao je u SC Heerenveen gdje je 2013. godine započeo svoju profesionalnu karijeru. Tijekom svibnja 2014. potpisao je dvogodišnji ugovor s NAC Bredom, a lipnja 2016. produžio je ugovor na sljedeće dvije godine. Tijekom siječnja 2018. potpisao je polugodišnji ugovor s talijanskom Foggijom, koji se mogao produžiti za sljedeće dvije godine. Tijekom rujna 2019. prešao je u FC Dordrecht. Tijekom siječnja 2021. potpisao je ugovor do kraja sezone s klubom Go Ahead Eagles, a u svibnju te godine produžio je ugovor za sljedeću sezonu. U svibnju 2022. vratio se u SC Heerenveen, s kojim potpisao je dvogodišnji ugovor.

## Reprezentativna karijera
Dana 11. studenoga 2022 dobio je poziv za Svjetsko prvenstvo u Kataru. Prvi put je nastupio za nizozemsku reprezentaciju 21. studenoga u prvoj grupnoj utakmici protiv Senegala koji je Nizozemska pobijedila 2:0.

## Vanjske poveznice
- Profil, Soccerway (engl.)